# 65式歩槍
65式歩槍（正体字：65式戰鬥歩槍）は中華民国国軍（台湾軍）の制式小銃。民国65年（西暦1976年）に制式化され以降、中南米などの親米国家でも採用された (パナマ侵攻では反米勢力についたパナマ政府軍が本銃を使い米軍と交戦している) 。
本国では91式歩槍に置き換えられつつあるが、本銃を正式採用しているパラグアイ陸軍では配備が進められている。

## 概要
AR-18のライセンス生産の経験に基いて開発された「64式歩槍」をベースに改良した。

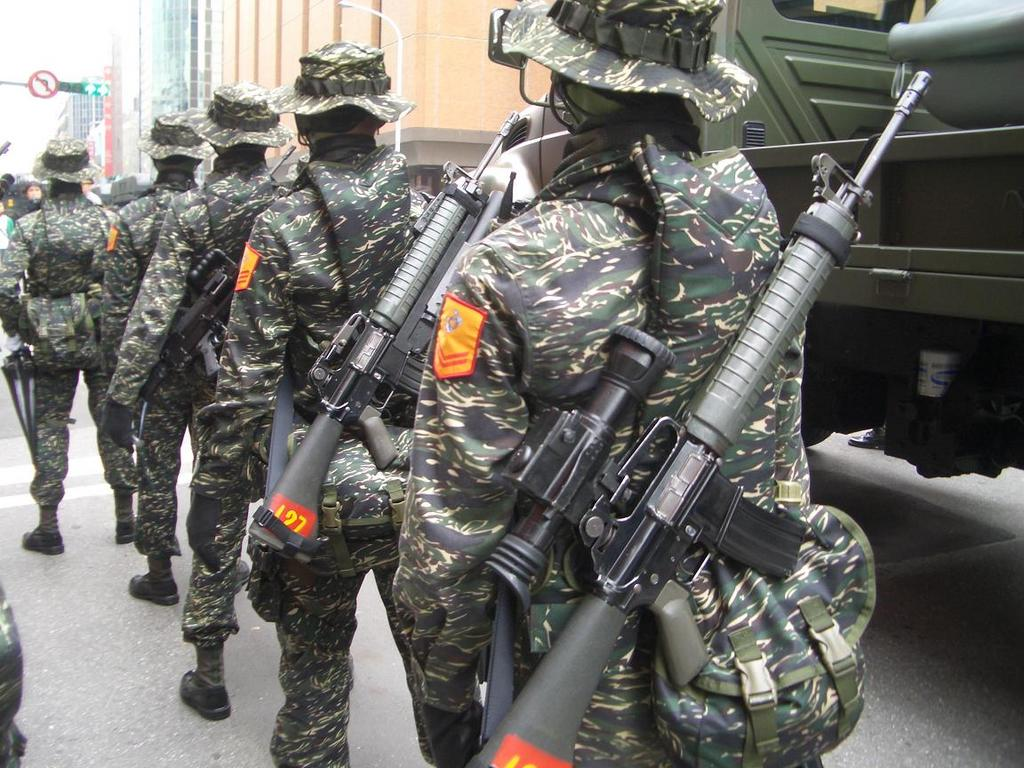
T65K2を背負う中華民国海軍陸戦隊の兵士

初期型のT65K1からやがて発展型のT65K2となったが特に後者は取手を兼ねる照門、右手人差し指、中指で引くボルト他外観がM16に酷似する為同銃の台湾でのライセンス生産型と商業的メディアでもしばしば誤解を受けることがある。
作動方式はM16で汚れに対し脆弱と批判を受けたストーナー式即ち発射ガスをボルトグループ内に直接導入する方式を廃止し、AR-18と同じショートストロークピストン式に変更し作戦時における信頼性の向上に努めている。
その後、改良が加えられT65K3が誕生した。

## 使用国
- 中華民国
- コスタリカ
- ハイチ[1][2]
- パナマ
- ヨルダン
- ニカラグア
- パラグアイ[3][4]
- レバノン
- リビア
- リベリア[5]
- エルサルバドル

## 登場作品

### 映画
『新ポリス・ストーリー』
台湾警察の特殊部隊「霹靂小組」が使用。

### ゲーム
『カウンターストライク・オンライン2』
T65K1が使用武器として登場。
『スペシャルフォース2』
T65K2が使用武器として登場。